# The Last Son
The Last Son (Alternativtitel The Last Son of Isaac LeMay) ist ein Western von Tim Sutton, der Anfang September 2021 beim Festival des amerikanischen Films erstmals vorgestellt wurde.

## Handlung
Der Gesetzlose Isaac Lemay glaubt an die Prophezeiung, nach der er verflucht ist, von seinem eigenen Sohn getötet zu werden. Dies will er verhindern, indem er versucht, seine zahlreichen Söhne zu töten, die er mit verschiedenen Prostituierten hat.

## Produktion
Regie führte Tim Sutton. Das Drehbuch schrieb Greg Johnson.
Die Premiere erfolgte am 6. September 2021 beim Festival des amerikanischen Films in Deauville, wo der Film im Hauptwettbewerb vorgestellt wurde.

## Auszeichnungen
Festival des amerikanischen Films 2021
- Nominierung im Hauptwettbewerb (Tim Sutton)[4]